# دار السلسلة (مدرسة)
مدرسة دار السلسلة أو مدرسة الأمير الزنجيلي؛ هي مدرسة وقفية تاريخية بُنيت عام 579 من الهجرة الموافق 1183م في الجانب الغربي من الحرم الشريف وأُوقفت على علماء مذهب الحنفية.

## نبذة
بنى المدرسة الأمير عثمان بن علي الزنجبيلي نائب صلاح الدين الأيوبي في عدن بعد فراره من سيف الاسلام، بذل في تشييدها نفيس ذخائره وماله، ذكر الغازي أن المدرسة أصبحت لاحقًا تحت أيدي بعض الأشراف من أولاد أمراء مكة. بُني بجانبها رباط خاص يسكنه الدارسون فيها وأُعتمد مذهب الإمام أبي حنيفة النعمان للتدريس فيها. ومن معلميها الفقيه أبو الحنفي صديق بن يوسف بن قريش.